# Aspidella
Aspidella terranovica
Genre
Espèce
Aspidella est un genre éteint en forme de disque non attribué à un règne du vivant (incertae sedis). Il a existé au cours de l'Édiacarien il y a environ 565 millions d'années.

## Présentation
Aspidella présente des anneaux concentriques ou des rayons centripètes. Ces empreintes discoïdales ont été découvertes en 1868 par le géologue écossais Alexander Murray à Terre-Neuve mais sans faire le lien avec un organisme vivant. Ce pas fut franchi en 1872 par Elkanah Billings qui décrit l'espèce Aspidella terranovica,.